# Евгенија Кантакузин Палеолог
Евгенија Палеолог Кантакузин (грч. Ευγενία Παλαιολογίνα Καντακουζηνή,  око 1255. - после 1329. године), била је византијска племкиња, сестричина цара Михаила VIII Палеолога и сестра бугарске царице Марије Палеолог Кантакузин.
Евгенија је рођена око 1255. године. Она је најмлађа ћерка Јована Кантакузина и Ирине Комнин Палеолог. Током владавине никејског цара Јована III Дуке Ватаца, Евгенијин отац био је пинкерн, а касније гувернер малоазијске теме Тракезије. Њена мајка била је ћерка великог доместика Андроника Палеолога и сестра будућег цара Михаила VIII Палеолога. После смрти Јована Кантакузина, Евгенијина мајка је постала монахиња под именом Евлогија, али је наставила да игра активну улогу у политици. Евгенија има још три сестре – Теодору, Марију и Ану. Марија је била удата за бугарског цара Константина I Тиха Асена Ана је постала жена епирског деспота Нићифора I Комнина, а Теодора је касније постала члан утицајне византијске породице Раул.
Нешто пре 1290. године, Евгенија је била удата за куманског поглавицу Сичгана, а по другом мишљењу, за његовог сина, који је прешао у хришћанство и постао познат под грчким именом Сиргијан (Сер Џон). После венчања, Сиргијана је цар Андроник II почастио титулом великог доместика. Евгенија је Сиргијану родила једног сина, Сиргијана Палеолога Филантропина, и вероватно једну ћерку по имену Теодору.
Евгенијин муж је умро пре 1320. године, након чега је постала монахиња, вероватно задржавши своје име. Почетком 20-их година 14. века, међутим, избио је грађански рат између цара Андроника II и његовог унука Андроника III, у који се укључио и Евгенијин син. Изгледа да је Евгенија преузела на себе да посредује у сукобу између два цара, а у јуну 1321. године помогла је у закључивању Уговора на реци Мелес, првог споразума између зараћених Андрониковаца.
Евгенија Палеоологина Кантакузина умрла је непознатог датума после 1329. године.